# Diameter
Diameter — протокол передачі даних що використовується в комп'ютерних мережах для автентифікації, авторизації та обліку різноманітних сервісів (AAA, англ. authentication, authorization, accounting). Він був створений з метою заміни та вдосконалення свого попередника, протоколу RADIUS.
За допомогою Diameter-додатків базовий протокол може бути розширено новими командами та/або атрибутами, наприклад, такими що використовуються в протоколі EAP.

## Порівняння з RADIUS
Diameter отримав своє ім'я внаслідок ігри слів з назвою протокола-попередника RADIUS (діаметр - подвійний радіус). Хоча Diameter не є зворотно сумісним з RADIUS, в ньому передбачені шляхи для оновлення з RADIUS. В порівнянні з RADIUS, головними рисами які відрізняють Diameter є:
- Підтримка SCTP
- Узгодження можливостей сторін
- Підтвердження (acknowledgements) на прикладному рівні, методи відновлення після збоїв та кінцеві автомати (RFC 3539)
- Розширюваність. В разі необхідності можуть бути визначені нові команди

## Стандарти
Протокол Diameter визначається наступними стандартами (застарілі відмічено перекресленим текстом):
| #        | Назва | Дата публікації | Застарів після появи | Коментарі |
| -------- | --- | --------------- | -------------------- | --------- |
| RFC 3588 | Diameter Base Protocol.                                                                                             | Вересень 2003   | RFC 6733             |           |
| RFC 3589 | Diameter Command Codes for Third Generation Partnership Project (3GPP) Release 5.                                   | Вересень 2003   |                      |           |
| RFC 4004 | Diameter Mobile IPv4 Application.                                                                                   | Серпень 2005    |                      |           |
| RFC 4005 | Diameter Network Access Server Application.                                                                         | Серпень 2005    | RFC 7155             |           |
| RFC 4006 | Diameter Credit-Control Application.                                                                                | Серпень 2005    |                      |           |
| RFC 4072 | Diameter Extensible Authentication Protocol (EAP) Application.                                                      | Серпень 2005    |                      |           |
| RFC 4740 | Diameter Session Initiation Protocol (SIP) Application. M.                                                          | Листопад 2006   |                      |           |
| RFC 5224 | Diameter Policy Processing Application.                                                                             | Березень 2008   |                      |           |
| RFC 5431 | Diameter ITU-T Rw Policy Enforcement Interface Application.                                                         | Березень 2009   |                      |           |
| RFC 5447 | Diameter Mobile IPv6: Support for Network Access Server to Diameter Server Interaction.                             | Лютий 2009      |                      |           |
| RFC 5516 | Diameter Command Code Registration for the Third Generation Partnership Project (3GPP) Evolved Packet System (EPS). | Квітень 2009    |                      |           |
| RFC 5624 | Quality of Service Parameters for Usage with Diameter.                                                              | Серпень 2009    |                      |           |
| RFC 5719 | Updated IANA Considerations for Diameter Command Code Allocations.                                                  | Січень 2010     | RFC 6733             |           |
| RFC 6733 | Diameter Base Protocol.                                                                                             | Жовтень 2012    |                      |           |
| RFC 6737 | The Diameter Capabilities Update Application.                                                                       | Жовтень 2012    |                      |           |
| RFC 7155 | Diameter Network Access Server Application.                                                                         | Квітень 2014    |                      |           |